# Wilhelm Raabe
Wilhelm Raabe, psevdonim Jakob Corvinus, nemški pisatelj, * 8. september 1831, Eschershausen, † 15. november 1910, Braunschweig.
Bil je eden pomembnejših predstavnikov poetičnega realizma; znan je po svojih družbenokritičnih pripovedih, novelah in romanih.

## Življenje
Wilhelm Raabe se je rodil kot sin sodnega uslužbenca Gustava Karla Maximiliana Raabeja in žene Auguste Johanne Jeep v mestecu Eschershausen v Weserberglandu. Po smrti očeta se je vdova s Wilhelmom, njegovim bratom in njegovo sestro, preselila v Wolfenbüttel, kjer so bili njihovi sorodniki del velike boržuazije. Po prekinitvi šolanja v gimnaziji in 1853 tudi za knjigarnarja v Magdeburgu, je zaman poskušal naknadno opraviti maturo v Wolfenbüttlu. V Berlinu je lahko kot meščanski sin tudi brez mature študiral filozofijo kot gostujoči slušatelj na Univerzi Friedricha Wilhelma, današnji univerzi Humboldt. V tem času je pod psevdonimom Jacob Corvinus nastal njegov prvi roman Kronika ulice Sperling (Die Chronik der Sperlingsgasse). Po njegovi izjavi je to njegovo najboljše literarno delo, po izročilu pa tudi njegovo najboljše znanstveno delo.
Wilhelm Raabe se je 24. julija 1862 poročil z Berto Emilie Wilhelmine Leiste. Iz te zveze izhajajo štiri hčerke Margarethe (*17. september 1863 v Stuttgartu; † 17. März 1947 v Wolfenbüttlu), Elisabeth (*1868 v Stuttgartu), Klara (*1872 v Braunschweigu) in Gertrud (*1876 v Braunschweigu).
V njegovih skoraj petdesetih letih pisanja, od 15. novembra 1854, ko je po lastnih navedbah začel pisati svoj prvi roman Kronika ulice Sperling (izšel je konec septembra 1856), pa do njegovega nedokončanega romana Altershausen iz leta 1902, je Raabe napisal nič manj kot 86 romanov, pripovedi in novel, poleg tega pa tudi nekaj pesmi. Ker je Raabe živel od pisanja, je bil prisiljen v takšno produktivnost. Paleta njegovega literarnega opusa obsega velike realistične romane, mojstrske novele in vsakdanjo trivialno literaturo. Popularnosti njegovega prvega dela Kronika ulice Sperling ni dosegla nobena njegovih ostalih knjig, so pa vseeno imele veliko število bralcev. V 90. letih 19. stoletja so nekaterim naslovom posvetili več pozornosti. Sredi tega vzpona je dobil tudi nekaj javnih priznanj, čeprav se je že označil za »mrtvega« oz. »bivšega pisatelja«. V svojih zadnjih osmih letih je opustil pisanje in šel na več potovanj.
Raabe je živel več let v Wolfenbüttlu (od tega šest let kot pisatelj), osem let v Stuttgartu in skoraj 40 let v Braunschweigu, kjer ga je Ludwig Hänselmann priporočil poštenim prodajalcem oblek z Braunschweiga (Die ehrlichen Kleiderseller zu Braunschweig). Tukaj, v svojem zadnjem stalnem bivališču, je umrl na dan svojega 56. avtorskega jubileja. Na žalni slovesnosti je žalni govor imel Wilhelm Brandes, njegov zaupni prijatelj in biograf, ki je leta 1911 skupaj z drugimi veljaki ustanovil Družbo prijateljev Wilhelma Raabeja (Gesellschaft der Freunde Wilhelm Raabes).

### Skica avtobiografije Wilhelma Raabeja
Prošnjo po avtobiografiji je Wilhelm Raabe zavrnil, vendar je 1906 napisal kratko biografsko skico:

Rojen sem bil 8. septembra 1831 v Eschershausnu v vojvodini Braunschweig. Moj oče Gustav Karl Maximilian Raabe je bil »aktuar« (odvetnik), na tamkajšnjem sodišču, mati Auguste Johanne Frederike Jeep pa hči nekdanjega finančnika Jeepa iz Holzmindna. Moja mati je bila tista, ki me je naučila brati in sicer s pomočjo knjige Robinson Crusoe našega starega rojaka iz Deensna Joachima Heinricha Campeja. Kar sem nato pridobil na ljudskih in meščanskih šolah, gimnazijah ter na fakulteti, je posledica tega njenega finega ljubkega prsta, ki mi je okoli leta 1836 pokazal piko na i. V letu 1845 je umrl moj oče kot sodni uslužbenec v Stadtoldendorfu in njegova vdova se je s tremi otroki preselila v Wolfenbüttel, kjer sem obiskoval gimnazijo do 1849. Da me je po tem naša božja pisarna, pošteno mesto Magdeburg, obvarovala pred povprečnim poklicem pravnika, šomoštra, zdravnika ali celo pastorja, je bila usoda za katero ne bi moral biti hvaležnejši. 
Na veliko noč 1854 sem šel po enem letu resnih priprav v Berlin, da bi si na fakultetah naredil malo več reda v svojih mislih, v kolikor je to mlademu človeku možno. V novembru istega leta sem začel v ulici Spree (Spreegasse) pisati Kroniko ulice Sperling, ki sem jo dokončal naslednjo pomlad. Konec septembra 1856 je knjiga ugledala luč sveta in mi še danes poleg Lačnega pastorja (Hungerpastor) največ pomaga pri preživetju. Kajti za literaturo moje prve ustvarjalne periode, ki sega do zadnje omenjene knjige, sem našel »bralce«. Za ostalo literaturo samo »ljubitelje«, ki pa so, kot mislim, najbolj imenitno občinstvo sedanjega nemškega naroda.

## Umetniško ustvarjanje

### Pisatelj
Raabe je skrbno opazoval nepopravljive razpoke med starim in novim, med občutkom varnosti in tehnično industrializacijo, ki so se zaradi čustvene nestabilnosti povečale. Kot eden prvih ekoloških romanov velja njegov roman Pfisterjev mlin (Pfisters Mühle), v katerem je postavil nasproti usodo idiličnega izletniškega lokala in onesnaževanje vode tovarne sladkorne pese. Lokal je moral odstopiti prostor gradnji nove tovarne. Raabe je torej videl temno plat življenja in je prevzel vlogo pesimista. Za to stanje je predlagal: »Poglej gor k zvezdam. Pazi na ulico.« V tej osnovni značilnosti izvira tudi Raabejev humor. Tako ni bil Raabe človek idile, čeprav so ga velikokrat tako brali oz. interpretirali, ampak je ostal kritik svojega časa. 
Raabejevo celostno delo vsebuje velik del nemške zgodovine, veliko tudi vojne. Z vživljanjem v resnične karakterje in njihove usode mu uspeva svoja dela narediti zelo aktualna. Vendar z različnimi umetniškimi prijemi pripovedne perspektive in stila vzpostavlja distanco, ki dovoljuje opazovanje, ne pa pretresenosti.
Mnoga razmišljanja in ekskurzi, tudi množica citatov od antike do sodobnega ljudskega izročila, dandanes otežujejo branje Raabejevih del. Tako se zdi pri bežnem branju, kot da teksti nimajo nobene zgradbe, kot da manjkajo pomembne povezave, vendar je ravno te izoblikoval z veliko skrbnostjo in podrobnostjo. 
Vrednotenje Raabejevih del se je z leti spreminjalo. On sam je zelo ostro ocenil nekatera svoja zgodnja dela, katera je deloma označil kot »mladostno traparijo«. Medtem ko je včasih veljalo kot njegovo glavno delo tako imenovana »Stuttgartska triologija« (Lačni pastor, Abu Telfan ali Vrnitev z Mondgebirga, Ropotija), dajemo danes prednost drugim pripovedim in romanom. (med drugim Sladkosned, Horacker, Polje Odfeld, Hastenbeck, Akte ptičjega petja).

### Risar in slikar
Wilhelm Raabe je imel poleg svojega talenta za pisanje še enega, manj znanega, slikanje. Zapustil je več kot 550 akvarelov in risb, ki so danes v večji meri last mesta Braunschweig in tamkajšnjega mestnega arhiva; v zasebnem lastništvu njegovih potomcev so preostali nekateri listi in skice. Slika pokrajine Bauernkaten v resavi je oljna slika v merah 37 x 23,2 cm.

## Priznanja in nagrade
- 1886 Priznanje in kasneje dosmrtna častna plača Schillerjevega sklada
- 1899 red zaslug kneževine Bayern
- 1901 red zaslug knežjih rodbin iz Badena, Braunschweiga, Preußna, Sachsen-Weimarja, Württemberga
- 1901 častni doktor Univerz Göttingen in Tübingen
- 1901 častni občan mesta Braunschweiga in Eschershausna
- 1910 častni doktor Univerze Berlin
- 1910 častni grob na glavnem pokopališču v Braunschweigu
- 1931 Raabejev spomenik in šola Wilhelma Raabeja v Eschershausnu
- 1931 Preimenovanje Spreestraße v Sperlingsgasse v predelu Berlin-Mitte
- 1981 Znamka nemške pošte

## Dela (Izbor)
- Kronika ulice Sperling (Die Chronik der Sperlingsgasse), 1856
- Stara univerza (Die alte Universität), 1858
- Črna galera (Die schwarze Galeere), Sveti Born (Der heilige Born), Po veliki vojni (Nach dem grossen Kriege), 1861
- Našega Gospoda pisarna (Unseres Herrgotts Kanzlei), Zapleteno življenje (Verworrenes Leben), 1862
- Ljudje iz gozda (Die Leute aus dem Walde), Bezgov cvet (Holunderblüte), 1863
- Lačni pastor (Der Hungerpastor), Roman, 1864
- Gosi iz Bützowa (Die Gänse von Bützow), 1866
- Abu Telfan ali vrnitev z Mondebirg (Die Heimkehr vom Mondgebirge), 1867
- Mavrica (Der Regenbogen) (7 pripovedi), 1869
- Ropotija(Der Schüdderump), 1870 - S to knjigo in s knjigama Hungerpastor in Abu Telfan ali Die Heimkehr vom Mondgebirge je Raabe nameraval izdati trilogijo.
- Horacker, 1876
- Fabian in Sebastian (Fabian und Sebastian), 1882
- Polje Odfeld (Odfeld), 1888 (tukaj opisuje znamenito bitko Rabenschlacht)
- Der Lar, 1889
- Sladkosned. Zgodba o umoru (Stopfkuchen. Eine See- und Mordgeschichte), 1891
- Hastenbeck, 1899
- Altershausen, 1902 (objavljen leta 1911)